# Maxie Esho
Maxie Esho (Upper Marlboro, 28 febbraio 1991) è un cestista statunitense con cittadinanza nigeriana.